# Lantbruksmötet i Nyköping 1914

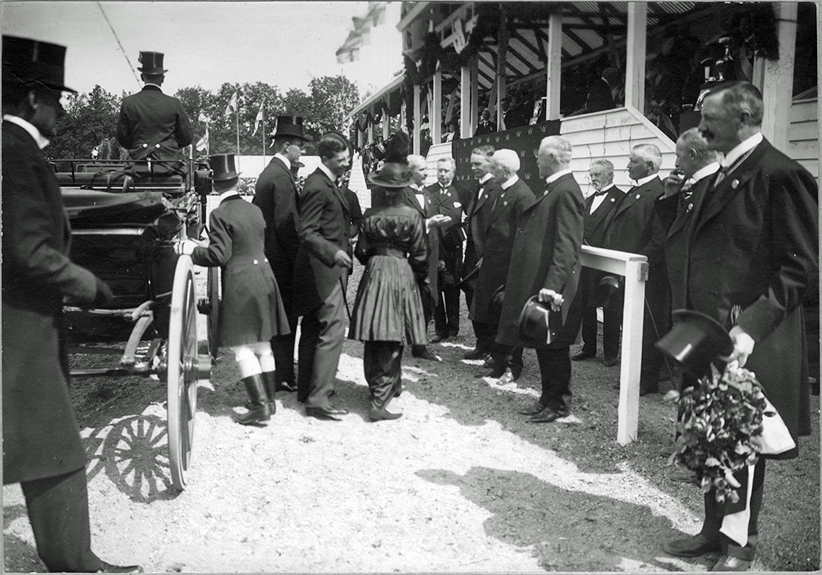
Kronprins Gustaf Adolf anländer till "Jubileums-landtbruksmöte" i Nyköping 1914.

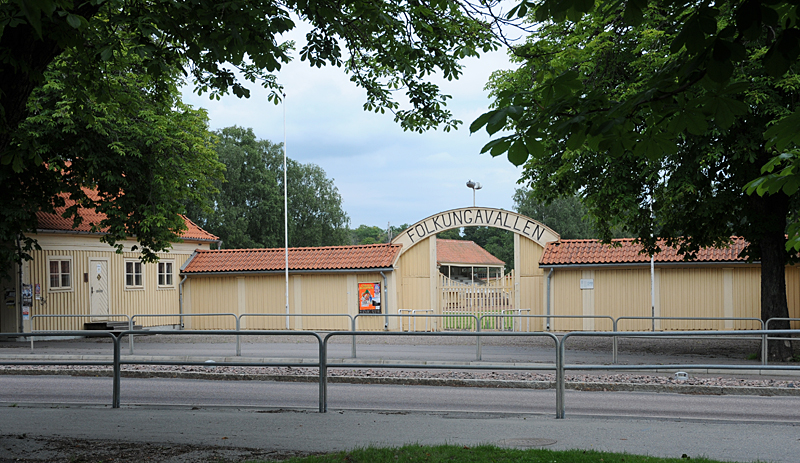
Entrebyggnaderna som byggdes till utställningen.

Lantbruksmötet i Nyköping 1914 (Södermanlands läns Jubileums-Landtbruksmöte)  invigdes den 21 juni 1914 av kronprins Gustaf Adolf. Huvudutställningen låg på den plats där Folkungavallen ligger idag vars entrébyggnader uppfördes till utställningen.
Lantbruksmötet, som arrangerades av Hushållningssällskapet som fyllde 100 år, omfattade även en konstpaviljong och ett område med slöjd,- hantverks- och industriutställning. 